# Jangga Mangu
Jangga Mangu is een bestuurslaag in het regentschap Oost-Soemba van de provincie Oost-Nusa Tenggara, Indonesië. Jangga Mangu telt 759 inwoners (volkstelling 2010).